# Lalla Asma
Lalla Asma (* 29. září 1965, Rabat) je marocká princezna, dcera krále Hasana II.

## Život
Narodila se 29. září 1965 v Rabatu jako dcera marockého krále Hasana II. a princezny-manželky Lally Latify.
Vzdělávala se v Royal College (Rabat).
Dne 5. listopadu 1986 se vdala za Khalida Bouchentoufa, syna Belyouta Bouchentoufa. Spolu mají dvě děti:
- Moulay Yazid Bouchentouf (nar. 1988).
- Lalla Nuhaila Bouchentouf (nar. 1992). Provdala se za Ali El Hajji dne 14. února 2021 v Rabatu.

## Vyznamenání
- čestná dáma velkokříže Královského Viktoriina řádu – Spojené království, 14. července 1987[1]
- velkokříž Řádu Leopolda II. – Belgie, 5. října 2004
- velkokříž Řádu Isabely Katolické – Španělsko, 14. ledna 2005 – udělil král Juan Carlos I.[2]
- velkokříž Řádu trůnu – Maroko